# Filles de la charité divine
Pour les articles homonymes, voir Filles de la charité.
Les Filles de la charité divine (en latin : Congregatio Filiarum Divinae Caritatis ; en allemand : Töchter der Göttlichen Liebe) sont une congrégation religieuse féminine enseignante et hospitalière de droit pontifical.

## Historique
La congrégation est fondée le 21 novembre 1868 à Vienne par la vénérable Françoise Lechner (1833-1894), avec le soutien de l'archevêque de Vienne. Elle se diffuse rapidement dans les pays de langue germanique et en Europe centrale. Elle s'ouvre à l'Angleterre à partir de 1913, ainsi qu'aux États-Unis.
Les constitutions élaborées par Anton Steiner et le père jésuite Stoger obtiennent l'approbation diocésaine le 18 mai 1882. L'institut reçoit le décret de louange le 18 août 1897. À la mort de Mère Lechner en 1894, il y a six cents religieuses dans trente communautés.
Les martyres de la Drina, assassinées en 1941, appartenaient à la congrégation des Filles de la charité divine.

## Activité et diffusion

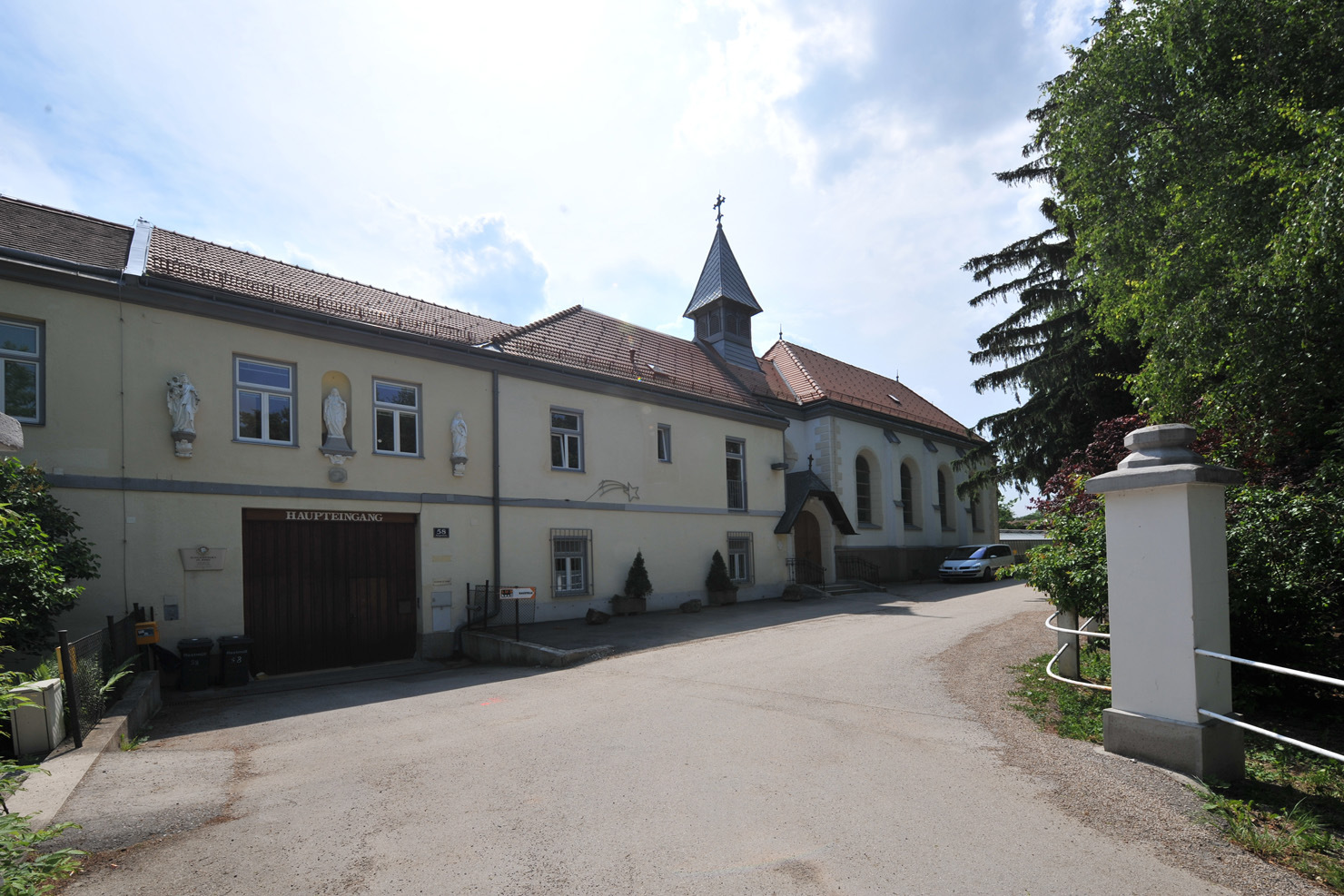
Couvent de Breitenfurt, appartenant à la communauté de Vienne.

Les Filles de la charité divine se consacrent à l'enseignement, au soin des malades à l'hôpital et à domicile, et à toute collaboration paroissiale.
Elles sont présentes en:
- Europe du Nord : Royaume-Uni.
- Europe de l'Ouest : Autriche, Allemagne.
- Europe de l'Est : Hongrie, République tchèque, Pologne, Slovaquie.
- Europe du Sud : Albanie, Bosnie-Herzégovine, Croatie, Kosovo.
- Amérique : États-Unis, Brésil.
- Afrique : Ouganda.

Leur maison généralice est à Grottaferrata, près de Rome.
En 2017, la congrégation comptait alors 1 034 religieuses dans 158 maisons.